# 城坪線
城坪線（ソンピョンせん）は、朝鮮民主主義人民共和国咸鏡北道穏城郡にある江岸里駅から城坪駅までを結ぶ鉄道路線である。

## 路線データ
- 路線距離：江岸里～城坪間11.5km
- 駅数：2（両端駅を含む）
- 軌間：1435mm
- 電化区間：なし
- 複線区間：なし

## 駅一覧
- 駅所在地は全線咸鏡北道穏城郡内。

| 駅名     | 駅名     | 駅名       | 駅間キロ (km) | 累計キロ (km) | 接続路線             |
| 日本語   | 朝鮮語   | 英語       | 駅間キロ (km) | 累計キロ (km) | 接続路線             |
| -------- | -------- | ---------- | ------------- | ------------- | -------------------- |
| 江岸里駅 | 강안리역 | Kangal-li  | 0.0           | 0.0           | 北朝鮮鉄道省：咸北線 |
| 城坪駅   | 성평역   | Sŏngp'yŏng | 11.5          | 11.5          |                      |

## 参考資料
- 国分隼人（2007年）. 『将軍様の鉄道 北朝鮮鉄道事情』, 新潮社. ISBN 9784103037316